# CROCINTHUS
『CROCINTHUS』（クロセンイダス）は、2006年の大韓民国のコンピュータゲーム。

## 概要
Team Natureによって開発された成人向けの同人ゲームである。ジャンルはビジュアルノベルであり、isakusanがシナリオを担当している。この作品は2008年1月時点で22000回ダウンロードされた。